# Murallas de Rosell
Las murallas de Rosell, son en la actualidad unos escasos restos dispersos en los muros de algunas casas del núcleo más antiguo de la población. Están declaradas, genéricamente, bajo la protección de la Declaración genérica del Decreto de 22 de abril de 1949, y la Ley 16/1985 sobre el Patrimonio Histórico Español, Bien de interés cultural, presentando código 12.03.096-001 en el listado de fichas BIC de la Dirección General de Patrimonio Artístico de la Generalidad Valenciana.
Las murallas, que se encontraban rodeando el antiguo núcleo de población que data de 1255, según consta en la documentación existente, actualmente no existen, debieron derruirse en época muy temprana por la expansión de la población.
Pese a ello puede apreciarse en la estructura de diversas viviendas los restos de lienzo de las murallas o el trazado original de las mismas.